# کیم یونگ‌سام
کیم یونگ-سام (انگلیسی: Kim Young-sam؛ زادهٔ ۲۰ دسامبر ۱۹۲۷ – درگذشتهٔ ۲۲ نوامبر ۲۰۱۵) یک سیاست‌مدار اهل کره جنوبی و ریس جمهور این کشور از سال ۱۹۹۳ تا ۱۹۹۸ بود. کیم یونگ-سام در ۲۲ نوامبر ۲۰۱۵ در سن ۸۷ سالگی درگذشت.